# آبشار پیرل
آبشار پیرل (به انگلیسی: Pearl Falls) آبشاری است که در کشور ایالات متحده آمریکا واقع شده‌است و بلندترین ریزشگاه آن ۱۲۰ متر ارتفاع دارد. حوضهٔ آبریز این آبشار، رود نیسکوالی است.